# قله (استان برج بوعریریج)
قله (به عربی: القلة) یک شهرداری در الجزایر است که در استان برج بوعریریج واقع شده‌است. قله =۷٬۹۶۳ نفر جمعیت دارد.